# تراي ستار إير
تراي ستار إير شركة طيران مصرية خاصة لأغراض الشحن مقرها القاهرة في مصر. تعمل شركة تراي ستار في خدمات الشحن الجوي الذي يربط بين القاهرة وطرابلس مع أمستردام, بالإضافة إلى استئجار رحلات شحن البضائع. تقوم الشركة بأعمالها الرئيسية في مقرها الأساسي مطار القاهرة الدولي.

## تاريخ الشركة
تأسست شركة تراي ستار إير في عام 1998, وبدأت باكورة عملياتها في سبتمبر في نفس العام. ملكية الشركة تعود إلى:
- صبحي عبد المسيح (98 %)
- صبري بطرس عبد المسيح (1 %)
- فورتوني بطرس عبد المسيح (1 %)

ويعمل بالشركة 80 موظف.

## الأسطول الجوي

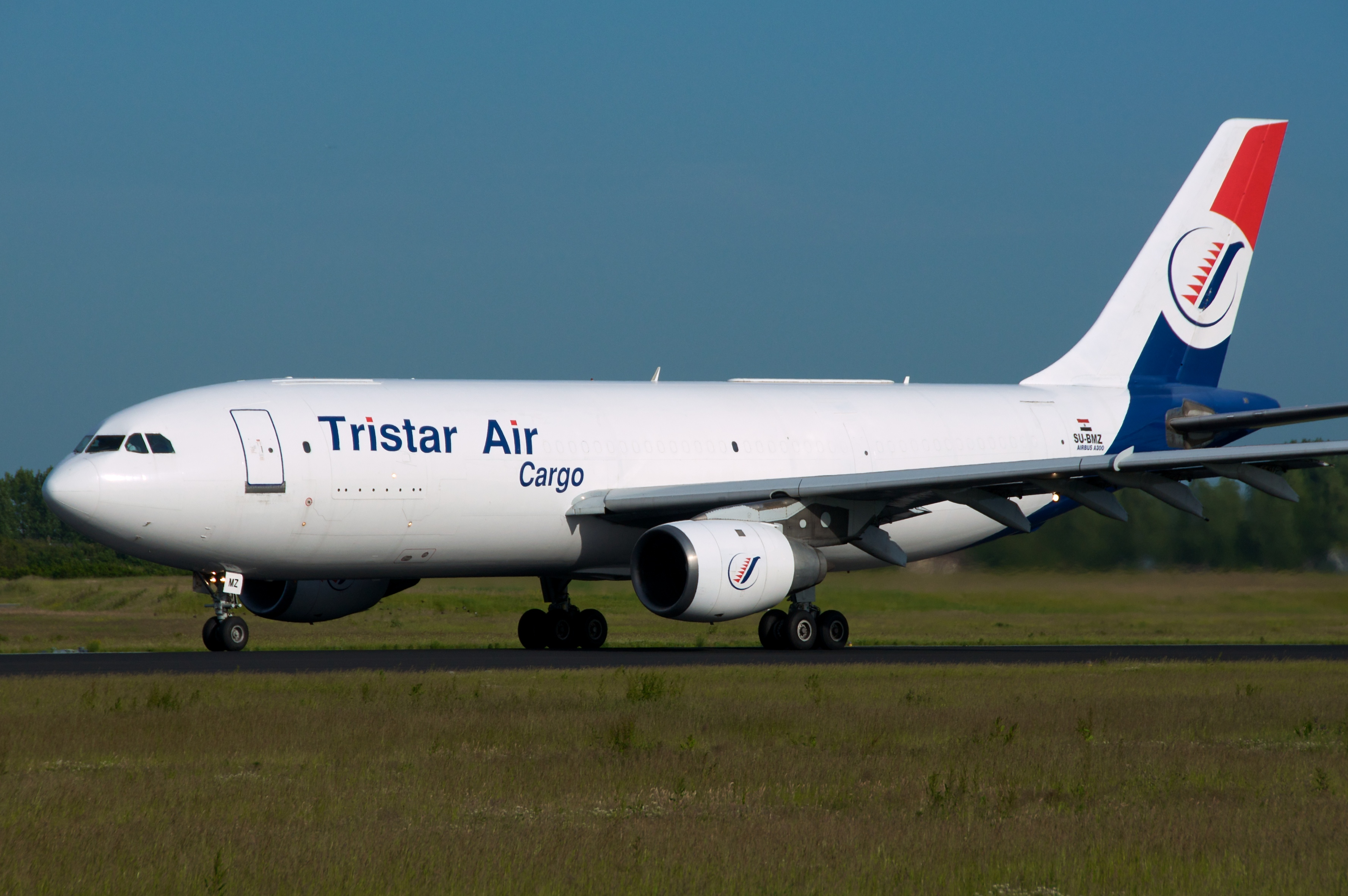
طائرة شركة تراي ستار من نوع إيرباص إيه 300 في مطار سخيبول أمستردام

الأسطول الجوي لشركة تراي ستار إير يتكون من الطائرات التالية (يونيو 2010):
| نوع الطائرة    | المجموع | السعة             |
| -------------- | ------- | ----------------- |
| إيرباص إيه 300 | 1       | 43,537.4 كيلوجرام |

## وصلات خارجية
- Tristar Air Fleet
- مجموعة شركات سيسترونيك